# Joanna Mallah
Joanna Mallah (Beirut, 1º giugno 1976) è una cantante libanese.

## Biografia
Il suo primo album è stato Ala kollin bahwak (in fin dei conti ti amo) e a seguire sono usciti Asaab Qarar (la scelta più difficile), La2 moustaheel (no, è impossibile), Shinanay (dal titolo di una canzone turca da lei rimodernata in stile arabo) e Aleik ayini (I miei occhi su di te) oltre che il singolo Matgheeb (non ti allontanare da me).
Il suo ultimo disco Hatefdal fi Alby (resterai nel mio cuore) ha avuto un grande successo, grazie al videoclip diretto da Jad Choueiri.
In seguito Joana ha fatto uscire un singolo "Lebnan ya Lebnan" (Libano oh Libano) dedicata al suo paese durante la guerra del 2006 fra israeliani e libanesi.
Nella Primavera 2008 è anche uscito El 3ez Mtawaj 3ala jbinak dedicata al re saudita Abdallah, come ringraziamento per l'aiuto economico dato al Libano durante l'ultima guerra.
Joanna è la sorella della presentatrice televisiva Nadine Fallah e di Rania e Fadi Mallah. Fra i quattro lei è la penultima figlia. La loro madre è siriana mentre il padre era un architetto libanese di Cana, morto quando Joana aveva solo 4 anni. È proprio grazie al papà che Joana cominciò in tenera età a prendere lezioni private di musica e ad appassionarsi a quest'arte.
Joanna Mallah è una cantante molto amata e rispettata dal mondo arabo per la sua immagine seria e allegra allo stesso momento.
Tra i vari premi ne ricordiamo due davvero importanti quali la medaglia d'oro ottenuta alla fine degli anni 90 nel programma Studio al fann (Lo studio dell'arte) dopo che Joana si era esibita in una celebre canzone di Shadia e il riconoscimento dalla scuola La Sagesse per essere una delle cantanti più rispettose del Libano, di dicembre 2007.